# Biskupiec (gemeente in powiat Olsztyński)
De gemeente Biskupiec is een stad- en landgemeente in het Poolse woiwodschap Ermland-Mazurië, in powiat Olsztyński.
De zetel van de gemeente is in Biskupiec.
Op 30 juni 2004 telde de gemeente 19 030 inwoners.

## Oppervlakte gegevens
In 2002 bedroeg de totale oppervlakte van gemeente Biskupiec 290,38 km², waarvan:
- agrarisch gebied: 56%
- bossen: 25%

De gemeente beslaat 10,22% van de totale oppervlakte van de powiat.

## Demografie
Stand op 30 juni 2004:
| Omschrijving                   | Totaal | Totaal | Vrouwen | Vrouwen | Mannen | Mannen |
| ------------------------------ | ------ | ------ | ------- | ------- | ------ | ------ |
| eenheid                        | aantal | %      | aantal  | %       | aantal | %      |
| inwoners                       | 19 030 | 100    | 9737    | 51,2    | 9293   | 48,8   |
| bevolkingsdichtheid (inw./km²) | 65,5   | 65,5   | 33,5    | 33,5    | 32     | 32     |

In 2002 bedroeg het gemiddelde inkomen per inwoner 1365,33 zł.

## Administratieve plaatsen (sołectwo)
Biesowo, Biesówko, Biskupiec-Kolonia, Borki Wielkie, Botowo, Bredynki, Czerwonka, Droszewo, Kamionka, Kobułty, Kojtryny, Labuszewo, Lipowo, Łabuchy, Mojtyny, Najdymowo, Nowe Marcinkowo, Parleza Wielka, Rasząg, Rudziska, Rukławki, Rzeck, Sadowo, Stanclewo, Stryjewo, Węgój, Wilimy, Zabrodzie, Zarębiec.

## Overige plaatsen
Adamowo, Biskupiec-Kolonia Pierwsza, Biskupiec-Kolonia Trzecia, Boreczek, Bukowa Góra, Chmielówka, Dębowo, Dworzec, Dymer, Gęsikowo, Januszewo, Józefowo, Kramarka, Łąka Dymerska, Nasy, Parleza Mała, Pierwój, Pudląg, Rozwady, Sadłowo, Wólka Wielka, Zameczek, Zawada, Zazdrość.

## Aangrenzende gemeenten
Barczewo, Dźwierzuty, Jeziorany, Kolno, Sorkwity